# Trái phiếu samurai
Trái phiếu samurai là trái phiếu quốc tế do chính phủ, đoàn thể và pháp nhân nước ngoài phát hành, bán trên thị trường chứng khoán Nhật Bản bằng yên Nhật nhằm mục đích chính là huy động vốn từ những người Nhật.
Mặc dù lúc bán trái phiếu thì bằng yên Nhật, song lúc trả gốc và lãi trái phiếu samurai có thể toàn bộ bằng yên, hoặc gốc bằng yên lãi bằng ngoại tệ (như trái phiếu kép), hoặc gốc bằng ngoại tệ lãi bằng yên (như trái phiếu kép ngược).
Trái phiếu samurai được phát hành lần đầu vào năm 1970, mà người phát hành là Ngân hàng Phát triển châu Á và lượng phát hành lúc đó là 6 tỷ yên. Thời gian đầu người phát hành trái phiếu samurai phần lớn là các chính phủ nước ngoài hoặc các chính quyền địa phương nước ngoài. Song càng ngày người phát hành càng đa dạng.
Từ giữa thập niên 1990 tới nay, lãi suất ở Nhật hạ xuống khiến cho việc đi vay bằng đồng yên Nhật trở nên có lợi hơn. Mặt khác, do lãi suất tiền gửi tiết kiệm giảm xuống còn rất thấp, nên các cá nhân đã chuyển tài sản của mình từ tiết kiệm tại ngân hàng sang các loại tài sản tài chính trong đó có trái phiếu samurai. Cả hai xu hướng này khiến cho việc phát hành trái phiếu samurai trở nên rất sôi động. Nhiều nước đang phát triển đã thực hiện việc phát hành trái phiếu samurai (đi vay các nhà đầu tư người Nhật) để có vốn phục vụ cho công nghiệp hóa.